# Dämsgölen
Dämsgölen är en sjö i Vimmerby kommun i Småland och ingår i Marströmmens huvudavrinningsområde.